# Zee-egels
Zee-egels (zeeappels, zeeklitten; klasse Echinoidea) zijn stekelige, ongewervelde dieren die behoren tot het fylum stekelhuidigen (Echinodermata).

## Kenmerken
Zee-egels zijn meestal min of meer bolvormig, hartvormig of schijfvormig en hebben een onderstandige mond. Ze hebben een hard pantser dat meestal bedekt is met stekels. Het pantser bestaat uit kleine plaatjes waarop zich knobbels bevinden waarop de stekels beweegbaar zijn vastgehecht door middel van een kogelgewricht. De stekels dienen bij vele soorten voor de voortbeweging. Sommige soorten graven zich in met behulp van de stekels. De stekels hebben ook een beschermende functie. Enkele soorten kunnen zelfs gif uitstoten. Tussen de stekels bevinden zich kortgesteelde, uiteenlopende pedicellariën. Deze dienen ook voor de verdediging en voor het schoonhouden van de huid.

## Afmetingen
Een zee-egel is meestal 3 tot 10 cm in doorsnede. De kleinste zee-egel (Echinocyamus scaber) wordt 6 mm, de grootste (Sperosoma giganteum) bereikt een schaaldoorsnede van 36 cm.

## Regelmatige en onregelmatige zee-egels
Van de mond (onderzijde) naar de anus (bovenzijde) bevinden zich bij de regelmatige zee-egels (Regularia zoals Echinus, Psammechinus) 10 rijen buisvoetjes (in vijf paren). Alle Regularia bezitten een ingebouwd kaakapparaat: de lantaarn van Aristoteles.
Bij de onregelmatige zee-egels (Irregularia, zoals Echinocardium) bevinden de buisvoetjes zich aan de bovenzijde van de schaal, waar ze een bloem- of stervormige figuur vormen. Bij deze groep bevindt de anus zich aan de zijkant en de mond aan de onderzijde. Zij hebben geen lantaarn van Aristoteles.

## Voedsel
De zee-egels leven meestal van plantaardig voedsel of detritus. Sommige soorten nemen ook wel dierlijk voedsel. Ze brengen hun voedsel meestal met buisvoetjes en stekels naar de mond.
Omdat zee-egels algen eten, kunnen ze bijdragen aan behoud van het koraal, dat door algenafzetting in zijn groei wordt belemmerd. In het Caribisch gebied, waar in de jaren '80 zich massale sterfte voordeed onder de zee-egels, wordt een herstelprogramma ontwikkeld ten behoeve van het koraal.

## Voortplanting
Zee-egels zijn van gescheiden geslacht. Mannetjes en vrouwtjes zijn slechts zelden uiterlijk te onderscheiden. De eicellen worden in het water bevrucht. Daaruit komen pluteus-larven, die na enkele gedaanteverwisselingen naar de bodem zakken om daar uit te groeien tot volwassen zee-egels.

## Soorten
Er zijn wereldwijd tussen de 860 en 975 soorten beschreven.
Aan de Nederlandse en Vlaamse kusten komen de volgende soorten voor:
- Psammechinus miliaris (Gmelin) (Parechinidae) - Kleine zeeappel
- Echinus esculentus (Linnaeus) (Echinidae) - Eetbare zeeappel
- Echinocyamus pusillus (Müller) (Fibulariidae) - Zeeboontje
- Echinocardium cordatum (Pennant) (Loveniidae) - Zeeklit
- Echinocardium flavescens (Müller) (Loveniidae)
- Brissopsis lyrifera (Forbes) (Brissidae)
- Spatangus purpureus Müller (Spatangidae) - Purperen zeeklit

In geheel Europa komen 79 soorten zee-egels voor, waaronder naast de hiervoor genoemde ook nog:
- Arbacia lixula (Linnaeus) (Arbaciidae)
- Paracentrotus lividus Lamarck (Echinidae)
- Psammechinus microtuberculatus (Blainville) (Echinidae)
- Gracilechinus acutus Lamarck (Echinidae)
- Echinus melo Lamarck (Echinidae)
- Sphaerechinus granularis (Lamarck) (Toxopneustidae)
- Strongylocentrotus droebachiensis (Müller) (Strongylocentrotidae)
- Brissus unicolor Klein (Spatangidae)
- Echinocardium pennatifidum Norman (Spatangidae)
- Ova canaliferus Lamarck (Hemiasteridae)

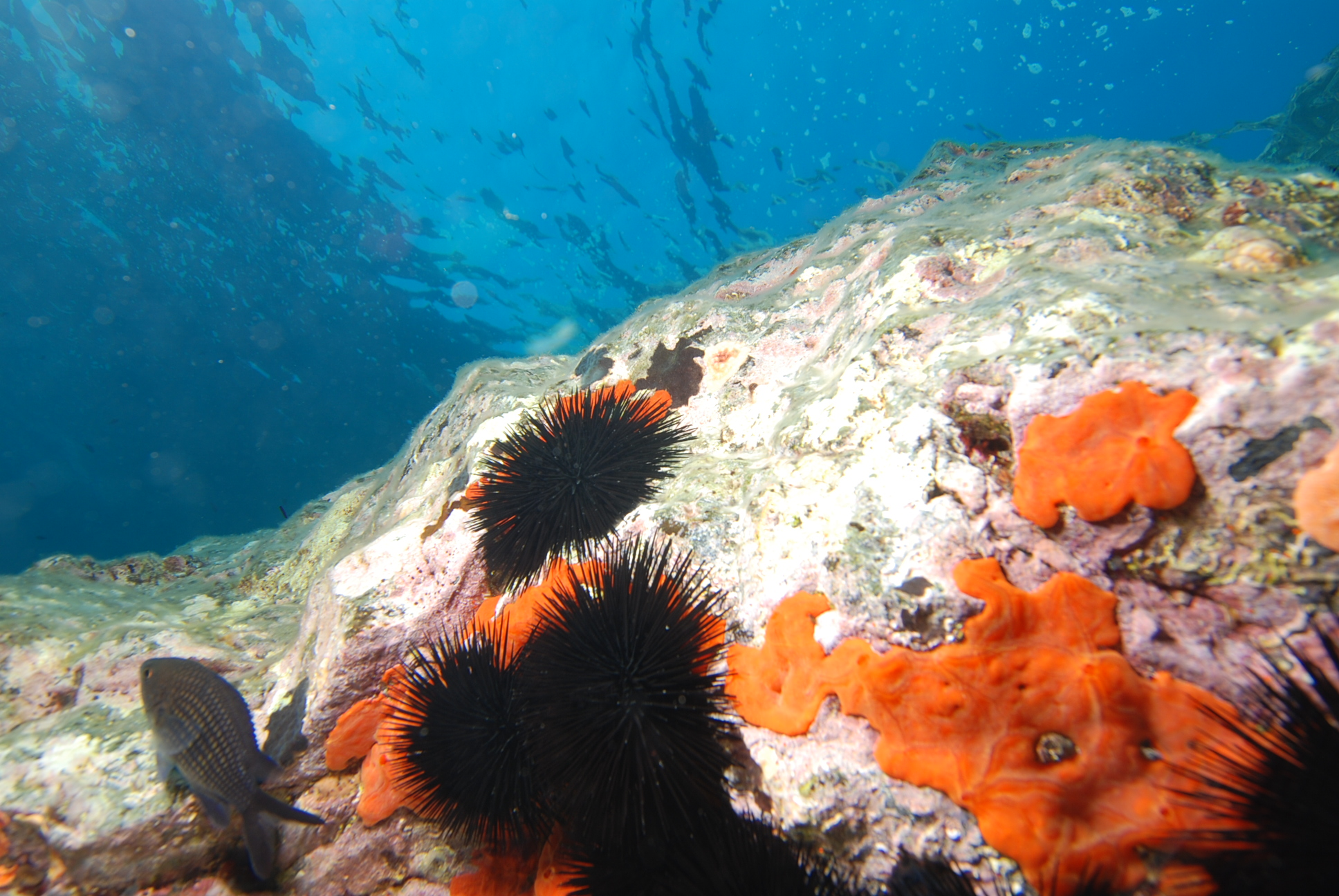
Arbacia lixula op rots naast enkele oranje sponzen (spirastrella cunctatrix)

## Recente indeling
- Onderklasse Cidaroidea
  - Orde Cidaroida
- Onderklasse Euechinoidea
  - Infraklasse Acroechinoidea
    - Orde Aspidodiadematoida
    - Orde Diadematoida
    - Orde Micropygoida
    - Orde Pedinoida
    - Familie Pelanechinidae Groom, 1887 †

  - Infraklasse Carinacea
    - Superorde Calycina
      - Orde Salenioida
      - Orde Phymosomatoida †

    - Superorde Echinacea
      - Orde Arbacioida
      - Orde Camarodonta
        - Infraorde Echinidea (voorheen orde Echinoida)
        - Infraorde Temnopleuridea

      - Orde Stomopneustoida
      - Familie Glyphopneustidae Smith & Wright, 1993 †

    - Familie Hemicidaridae Wright, 1857 †
    - Familie Orthopsidae Duncan, 1889 †
    - Familie Pseudodiadematidae Pomel, 1883 †

  - Infraklasse Irregularia
    - Superorde Atelostomata
      - Orde Spatangoida
      - Orde Holasteroida

    - Superorde Neognathostomata
      - Orde Cassiduloida
      - Orde Clypeasteroida
      - Orde Echinolampadoida

    - Orde Echinoneoida
    - Orde Holectypoida †

  - Orde Echinothurioida